# 盧尼涅茨
盧尼涅茨（羅馬化：Luniniec，羅馬化：Luninets）是白俄罗斯布列斯特州盧尼涅茨區内的城市及该区的行政中心。該市位於州府布列斯特以東213公里，2011年人口23,803。第二次世界大戰期間，納粹德國在1941年7月10日至1944年7月10日佔領該市，超過4,000名猶太人被殺。